# Клингстрём, Леннарт
Леннарт Клас Вальдемар Клингстрём (швед. Lennart Klas Valdemar Klingström; 18 апреля 1916, Эстерокер — 5 июля 1994, Дандерюд) — шведский гребец-байдарочник, выступал за сборную Швеции во второй половине 1940-х годов. Чемпион летних Олимпийских игр в Лондоне, трёхкратный чемпион мира, многократный победитель и призёр регат национального значения.

## Биография
Леннарт Клингстрём родился 18 апреля 1916 года в коммуне Эстерокер лена Стокгольм. Увлёкшись греблей на байдарках и каноэ, проходил подготовку в столичном спортивном клубе Brunnsvikens.
Первого серьёзного успеха на взрослом международном уровне добился в сезоне 1948 года, когда попал в основной состав шведской национальной сборной и благодаря череде удачных выступлений удостоился права защищать честь страны на летних Олимпийских играх 1948 года в Лондоне. Стартовал здесь в паре с партнёром Хансом Берглундом в двойках на тысяче метрах — с четвёртого места квалифицировался на предварительном этапе, тогда как в решающем финальном заезде обогнал всех своих соперников и завоевал тем самым золотую олимпийскую медаль (во время финишного спурта конкуренцию им составил только датский экипаж Эйвинда Хансена и Якоба Йенсена, но шведы опередили их на 0,2 секунды).
Став олимпийским чемпионом, буквально через неделю Клингстрём вновь выступал в Лондоне на проводимом здесь чемпионате мира — они с Берглундом объединились с двумя другими чемпионами прошедшей Олимпиады, гребцами Гуннаром Окерлундом и Хансом Веттерстрёмом, после чего одержали победу в состязаниях четырёхместных байдарок на дистанции 1000 метров (эта дисциплина в то время была неолимпийской, попав в программу Игр лишь в 1964 году на Олимпиаде в Токио). Также стал победителем в программе эстафеты одиночных байдарок 4 × 500 м, при этом его партнёрами были Ларс Глассер, Герт Фредрикссон и Ларс Хельсвик.
Впоследствии Леннарт Клингстрём ещё в течение некоторого времени оставался в основном составе гребной команды Швеции и продолжал принимать участие в крупнейших международных регатах. Так, в 1950 году он побывал на мировом первенстве в Копенгагене, откуда привёз награды серебряного и золотого достоинства, выигранные в зачёте одиночных байдарок на дистанции 500 метров (здесь его опередил только датчанин Йохан Андерсен) и в зачёте эстафеты соответственно (в эстафете его партнёрами были Ларс Глассер, Герт Фредрикссон и Ингемар Хедберг). Вскоре по окончании этих соревнований принял решение завершить карьеру профессионального спортсмена, уступив место в сборной молодым шведским гребцам.
Умер 5 июля 1994 года в коммуне Дандерюд в возрасте 78 лет.